# Anders Jönsson i Yngsjö
Anders Jönsson (i riksdagen kallad Jönsson i Yngsjö), född 8 augusti 1852 i Åhus församling, Kristianstads län, död där 22 februari 1932, var en svensk lantbrukare och riksdagsledamot.
Jönsson var lantbrukare i Yngsjö i Kristianstads län. Som riksdagsman var han ledamot av andra kammaren 1902–1905, invald i Villands härads valkrets. I riksdagen skrev han två egna motioner, en om utseende av suppleanter för FK:s ledamöter och en om brännvinsförsäljning.